# Proposizione reggente
La proposizione reggente è una proposizione che regge una proposizione subordinata. Il concetto di proposizione reggente è quindi un concetto relativo e non assoluto: erroneamente si tende ad identificare sempre e comunque la proposizione reggente con la proposizione principale, ma in realtà una proposizione è reggente solo rispetto ad un'altra. Perciò anche una proposizione subordinata può essere reggente di un'altra subordinata: la subordinazione, infatti, può avere vari gradi, ovvero 1°,2º,3º ecc. 